# Helioscirtus maroccanus
Helioscirtus maroccanus är en insektsart som beskrevs av Lucien Chopard 1949. Helioscirtus maroccanus ingår i släktet Helioscirtus och familjen gräshoppor. Inga underarter finns listade i Catalogue of Life.